# Alta Lake
Alta Lake est une banlieue située dans la province de l'Colombie-Britannique, dans le cc.